# Maurice McHartley
Maurice Franklin McHartley (Detroit, 1º agosto 1942) è un ex cestista statunitense, professionista nella ABA.

## Carriera
Venne selezionato dai St. Louis Hawks al settimo giro del Draft NBA 1964 (58ª scelta assoluta).

## Palmarès
- 2 volte campione EPBL (1966, 1967)